# La vida secreta de tu mente
La vida secreta de tu mente es una miniserie animada de índole educativa, coproducida por Pictoline y Mighty Animation para Cartoon Network Latinoamérica. La serie está basada en el best-seller homónimo internacional del Dr. Mariano Sigman, uno de los neurocientíficos más reconocidos del mundo, que es en sí mismo un viaje a lo más íntimo de la mente humana. La misma debutó en el canal y en HBO Max Latinoamérica el 10 de noviembre de 2023.
En noviembre del 2024 recibió un premio Emmy Internacional en la categoría Kids Factual, convirtiéndose en la primera animación mexicana en ganar un Emmy.

## Argumento
Basada en La Vida Secreta de tu Mente, conoceremos a Ceri, quien nos proponen responder las preguntas comunes que los seres humanos solemos sobre el funcionamiento de su cerebro bajo la lente de una serie animada. 
| N.º en serie | N.º en temp. | Título        | Fecha de estreno original | Cod. Prod. |
| --- | ------------ | ------------- | ------------------------- | ---------- |
| 1 | 1            | «Consciencia» | 10 de noviembre de 2023   | 101        |
| Crees que sabes todo lo que pasa por tu mente, pero irónicamente, no tienes idea, Ceri aprende los secretos detrás del inconsciente mientras corre por su vida.                                                                                                  |              |               |                           |            |
| 2 | 2            | «Sueños»      | 20 de noviembre de 2023   | 102        |
| ¿Te desvelaste otra vez viendo TikToks de K-pop?, aunque las coreografías son extremadamente hipnotizantes, puede que te estés haciendo más daño de lo que crees, Acompaña a Ceri a descubrir por qué necesitas dormir... ¡pero ya!                              |              |               |                           |            |
| 3 | 3            | «Sesgos»      | 27 de noviembre de 2023   | 103        |
| ¡Se ha cometido un crimen! Ceri abre el caso, tiene muchas deducciones y uno de esos tableros en la pared con fotos de los sospechosos. Pero al igual que Ceri, nuestros cerebros tienen varios sesgos que no le permiten resolver el caso.                      |              |               |                           |            |
| 4 | 4            | «Optimismo»   | 4 de diciembre de 2023    | 104        |
| El gran videojuego al que llamamos vida está lleno de retos y jefes finales, pero parece que sin importar cuántas veces Ceri es derrotada, siempre decide volver a jugar. ¿Será que hay algo en nuestro interior que nos impulsa a seguir adelante?              |              |               |                           |            |
| 5 | 5            | «Decisiones»  | 9 de diciembre de 2023    | 105        |
| ¿Te llegó un texto de tu crush y no sabes qué responder? El cerebro toma muchas cosas en cuenta para tomar esa decisión, algunas de ellas ni siquiera tú las entiendes del todo. No te apures, todas y todos hemos estado ahí y nadie es tan indecisa como Ceri. |              |               |                           |            |